# Villa Kérylos
La villa Kérylos, à Beaulieu-sur-Mer, est construite par l'architecte Emmanuel Pontremoli entre 1902 et 1908 sur un promontoire rocheux surplombant la Méditerranée, sur la route du bord de mer.
Cette habitation construite et meublée sur le modèle des villas de la Grèce antique du IIe et du Ier siècle av. J.-C. pour  l'archéologue et spécialiste de l'époque hellénistique Théodore Reinach (1860-1928) est léguée à l'Institut de France en 1928.
La riche décoration intérieure (esprit des fresques et silhouette du mobilier) et l’austérité des façades sur mer forment un exemple d’une architecture « pittoresco-académique » à tendance néo-antique et Art nouveau.
Des matériaux précieux ont été utilisés : marbre de Carrare, albâtre, bois exotiques et citronnier. Les meubles en bois sont incrustés d'ivoire, de bronze et de cuir.
La villa est gérée depuis le 1er janvier 2016 par le Centre des monuments nationaux.

## Historique

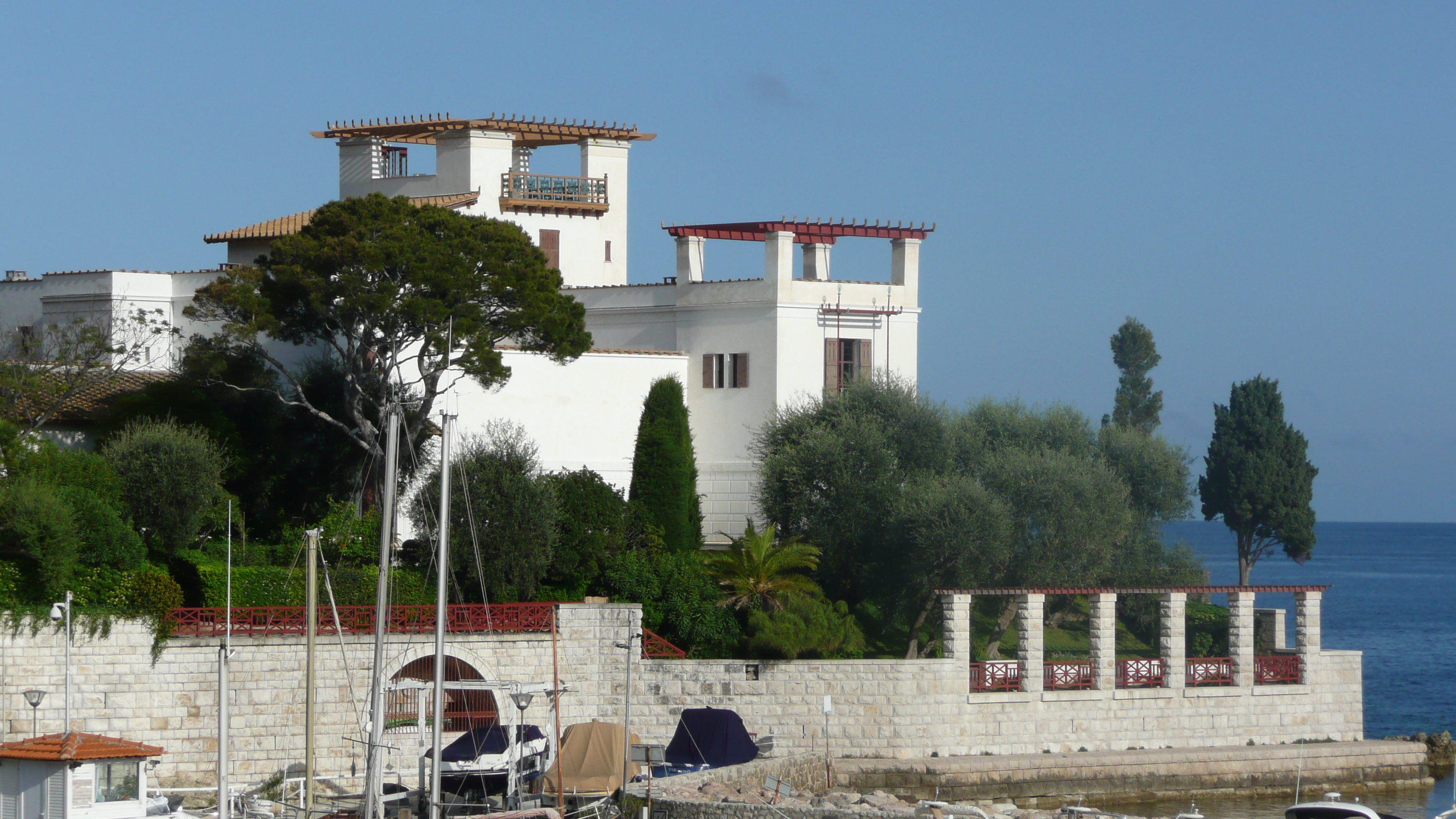
Vue de la baie des Fourmis.

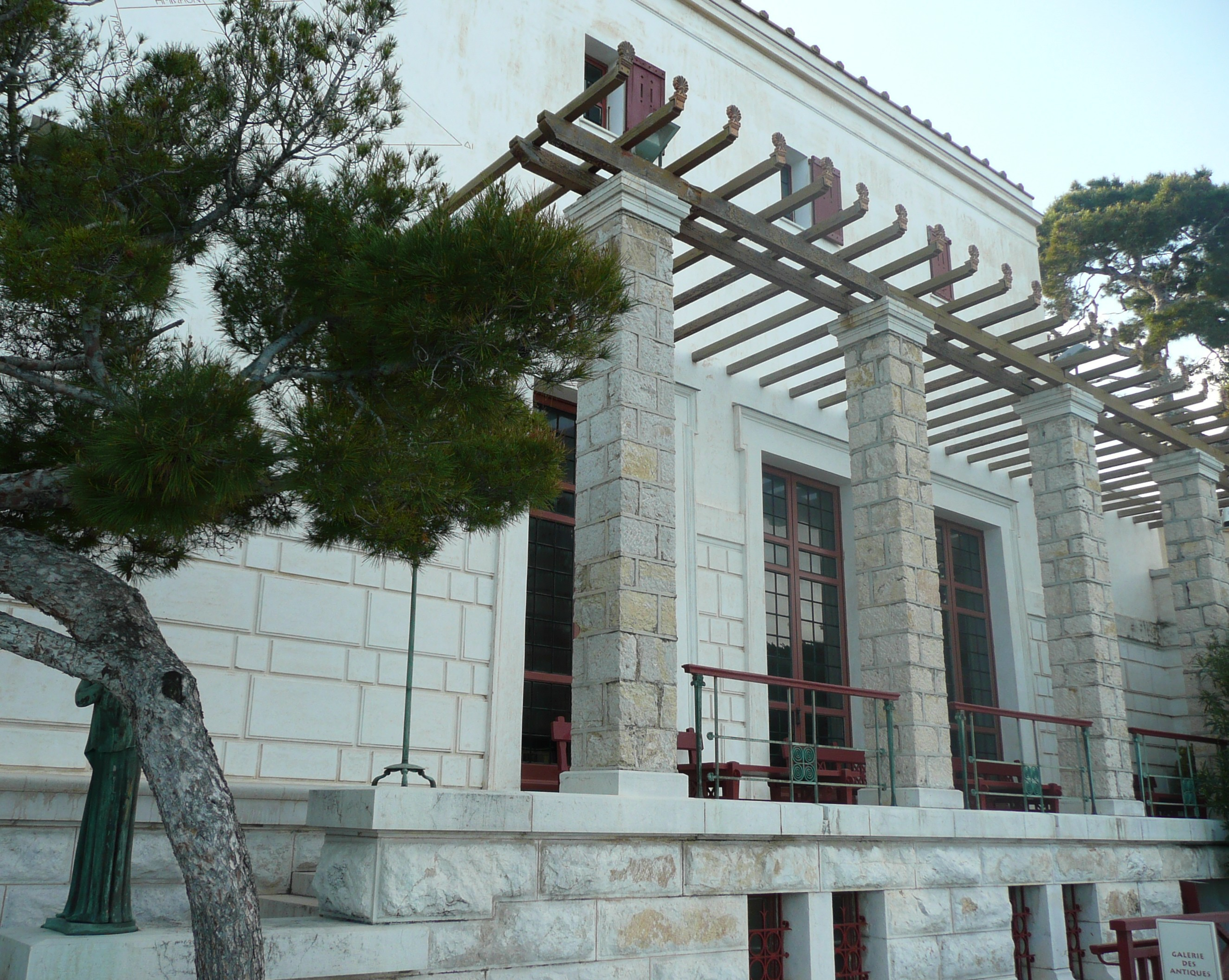
Façade nord.

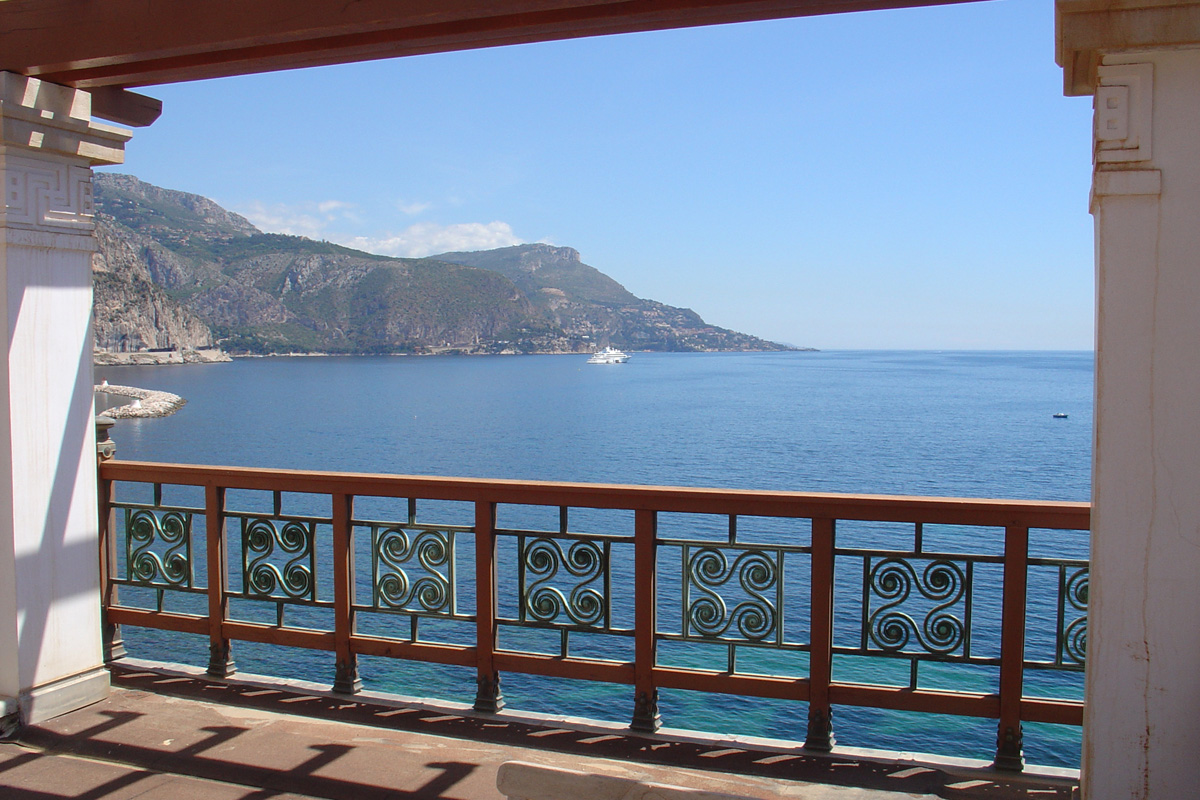
Vue sud-est.

La villa Kérylos est le fruit de la collaboration de l’archéologue et mécène Théodore Reinach et de l'architecte Emmanuel Pontremoli. Tous deux philhellènes, ils souhaitent reconstituer une maison de Délos adaptée au tout dernier confort de ce début de XXe siècle.
La construction débute en 1902 pour s’achèver en 1908 pour  un coût de neuf millions de francs-or, pour l'essentiel assumé sur sa fortune par Fanny Kann, épouse de Reinach, nièce de Charles Ephrussi et petite-cousine de Maurice Ephrussi, dont l'épouse, Béatrice de Rothschild, avait fait bâtir une villa voisine, la villa Ephrussi de Rothschild, de l'autre côté de la baie des Fourmis au cap Ferrat.
En grec ancien κηρύλος, kérylos, signifie « hirondelle de mer », sans doute en référence à la sterna ou à ces poissons volants, encore nombreux au siècle dernier sur les rivages méditerranéens.
À sa mort en 1928, Théodore Reinach lègue la villa à l’Institut de France. Durant la Seconde Guerre mondiale, la Gestapo perquisitionne le domicile parisien de ses héritiers, confisque ses tableaux et sa bibliothèque. Les archives relatives à la construction de la villa sont également saisies et dispersées.
La villa a été classée au titre des Monuments historiques le 15 septembre 1966,.
La villa, transformée en musée en 1967, est ouverte au public. Divers événements rythment la vie de la villa de février à septembre. Le 24 mars 2019, le président Emmanuel Macron et son épouse Brigitte y dînent avec le président chinois Xi Jinping et son épouse Peng Liyuan.
Pendant une partie de l'année 2021 y est installée une trentaine de créations inspirées des lieux, œuvres du designer Hubert Le Gall.
Les dépendances et le jardin de la villa Kérylos, avec la maison de gardien, la cour anglaise au Nord, la galerie des douaniers, le garage à bateau et les fabriques de jardins font l'objet d'une inscription au titre des Monuments historiques par arrêté du 14 novembre 2024.

## Architecture et mobilier

### Rez-de-chaussée

#### Thyroréion

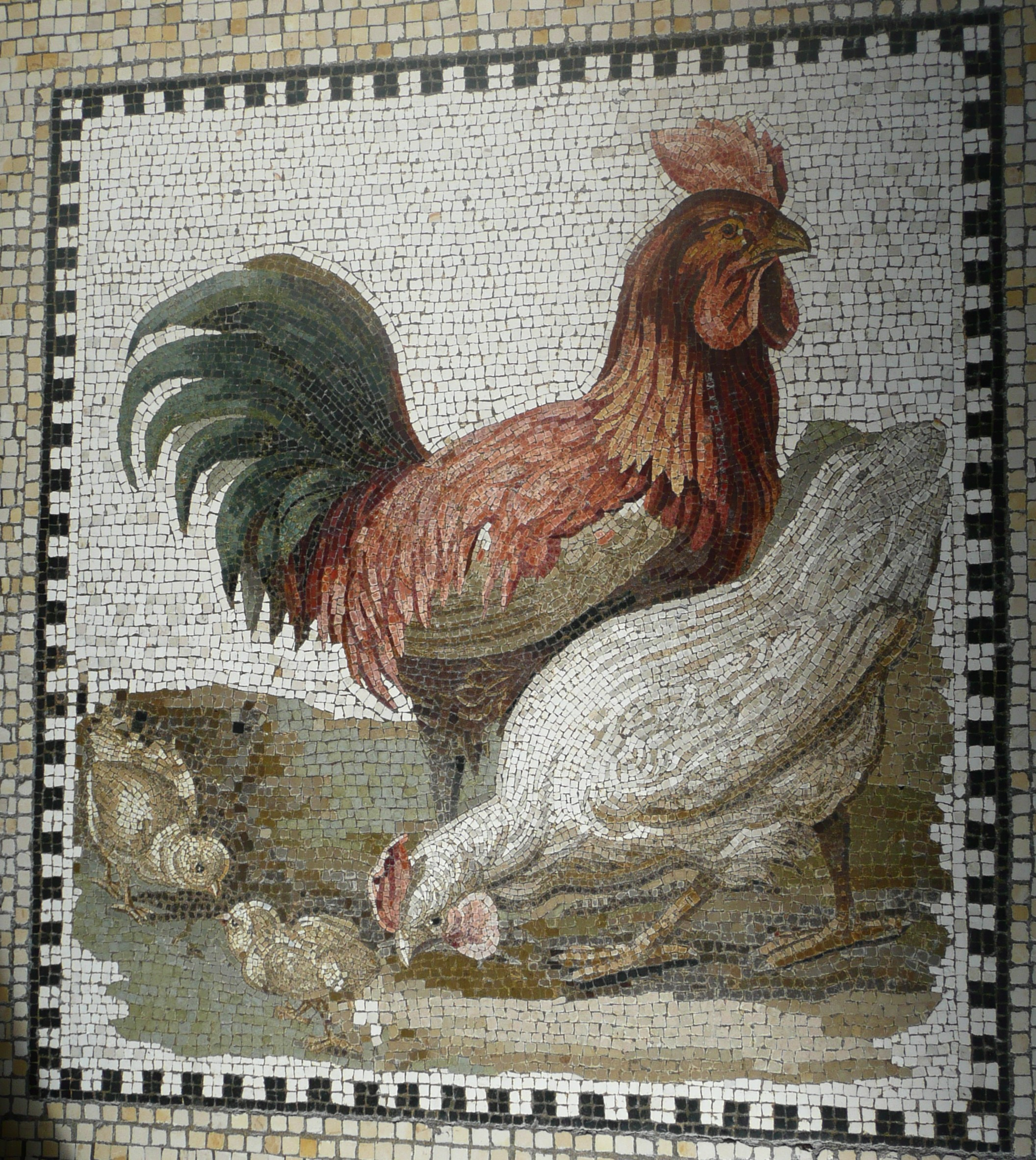
Thyroréion : mosaïque alexandrine, IIe s.

Dès l'entrée, appelée Thyroréion, (θυρωρεῖον, loge du portier), le visiteur est accueilli par la formule grecque « XAIPE » (« Réjouis-toi ») inscrite au sol, et le ton est donné par une mosaïque alexandrine datant du IIe siècle av. J.-C. et figurant un coq, une poule et ses poussins, symboles de la famille. Sur le côté, un serpent et un sphinx en bronze, génies protecteurs du foyer, complètent le tableau symbolique, alors  qu'au fond du Proauléion (avant-cour), prolongeant le Thyroréion, une reproduction du Sophocle du Latran invite à la méditation.

#### Péristyle

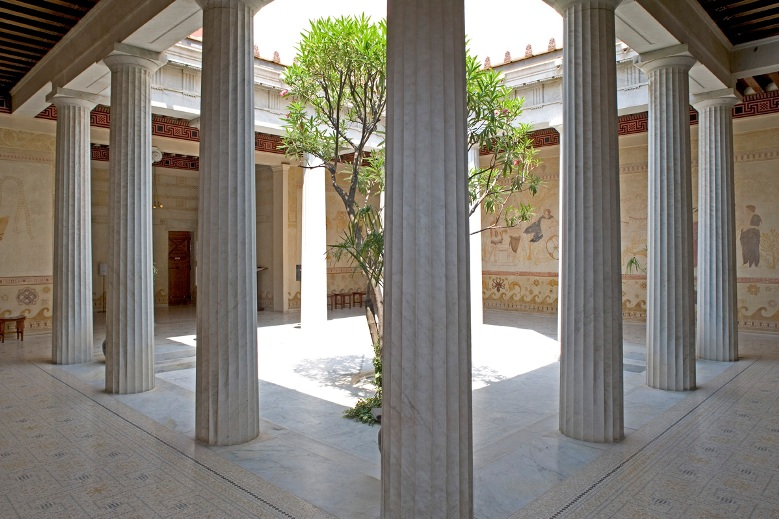
Le Péristyle.

À l’intérieur, l’élégant péristyle ceinturé par douze colonnes de marbre blanc de Carrare forme un beau plan d'une cour carrée. Les fresques sur les murs illustrant des épisodes de la mythologie grecque sont peintes à la détrempe sur poudre de marbre à la manière antique par Adrien Karbowsky et Gustave-Louis Jaulmes, dont les motifs représentés sont empruntés à la décoration des poteries grecques de l'époque classique. Les stucs sont de Paul Gasq.

#### Balanéion (bains)

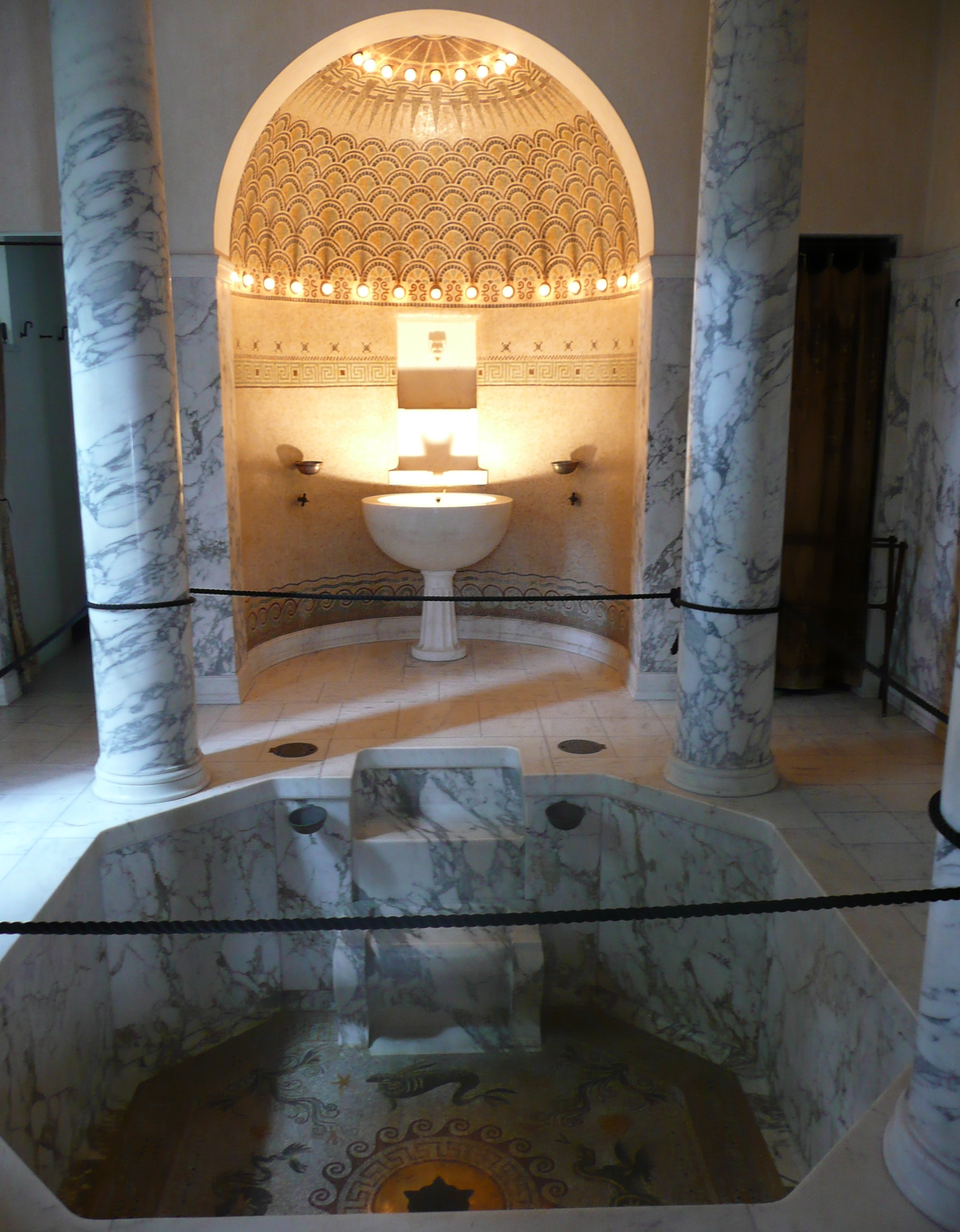
Le Balanéion (bains).

Le Balanéion est une salle de thermes située au rez-de-chaussée. Ces bains à l'antique revêtus de marbre gris veiné comportent un bassin central et une abside avec vasque et commodités.

#### Amphithyros
Dans ce vestibule se trouve une vasque en marbre blanc surmontée d'une gargouille représentant une tête de lion. C'est ici que l'on se purifie avant de revêtir la chlamyde. En face, juste avant de pénétrer dans la bibliothèque, se trouve une reproduction de la statue de Phidias représentant Athéna, déesse de la pensée et de la sagesse.

#### Bibliothèque

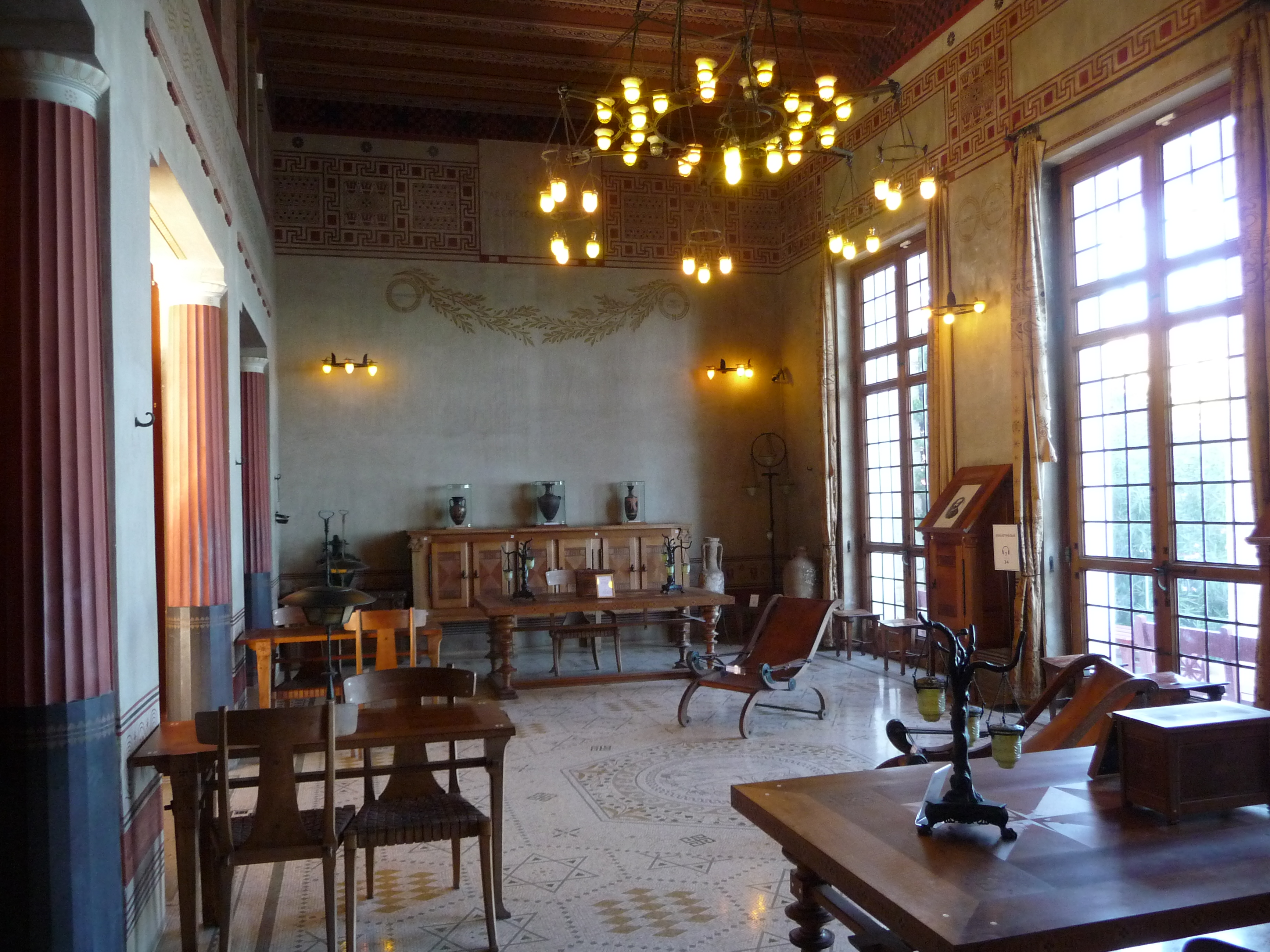
Bibliothèque.

La bibliothèque est la pièce la plus spectaculaire avec ses hautes armoires de bois fruitier, chevillé et marqueté d'ivoire, de buis et d'ébène dessinées selon un modèle retrouvé à Herculanum en 1762, de sièges tendus ou tressés de cuir, des coffres cloutés, des tables à trois pieds, des pupitres. Une partie de la bibliothèque est garnie de volumes du XVIIe siècle, du XVIIIe siècle et XIXe siècle, consacrés à l'histoire et à la civilisation grecque. Dans d'autres vitrines et sur des coffres sont présentés des objets de collection allant des VIIe siècle au Ier siècle avant notre ère. Sur les murs de cette pièce, Théodore Reinach a fait inscrire deux vers grecs : « C'est ici qu'en compagnie des orateurs, des savants et des poètes grecs, je me ménage une retraite paisible dans l'immortelle beauté ». Les tentures de lin remplaçant les portes sont brodées par l'atelier Ecochard de Lyon. Le mobilier dessiné par Pontremoli est réalisé par l’ébéniste Louis-François Bettenfeld. Les commodités modernes comme l’électricité, l’eau courante et le chauffage central sont habilement dissimulées sous des plaques ajourées.

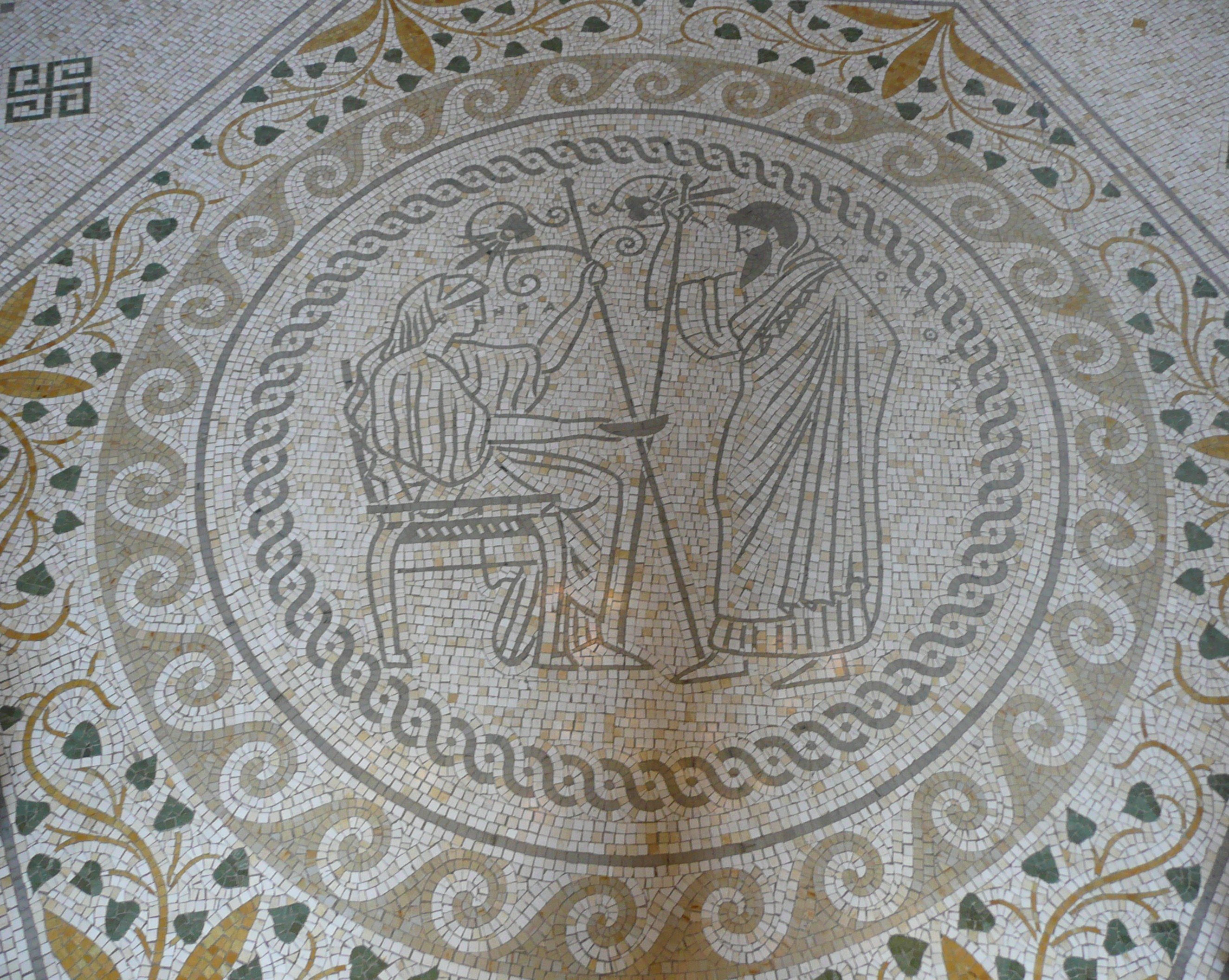
Sol en mosaïque.
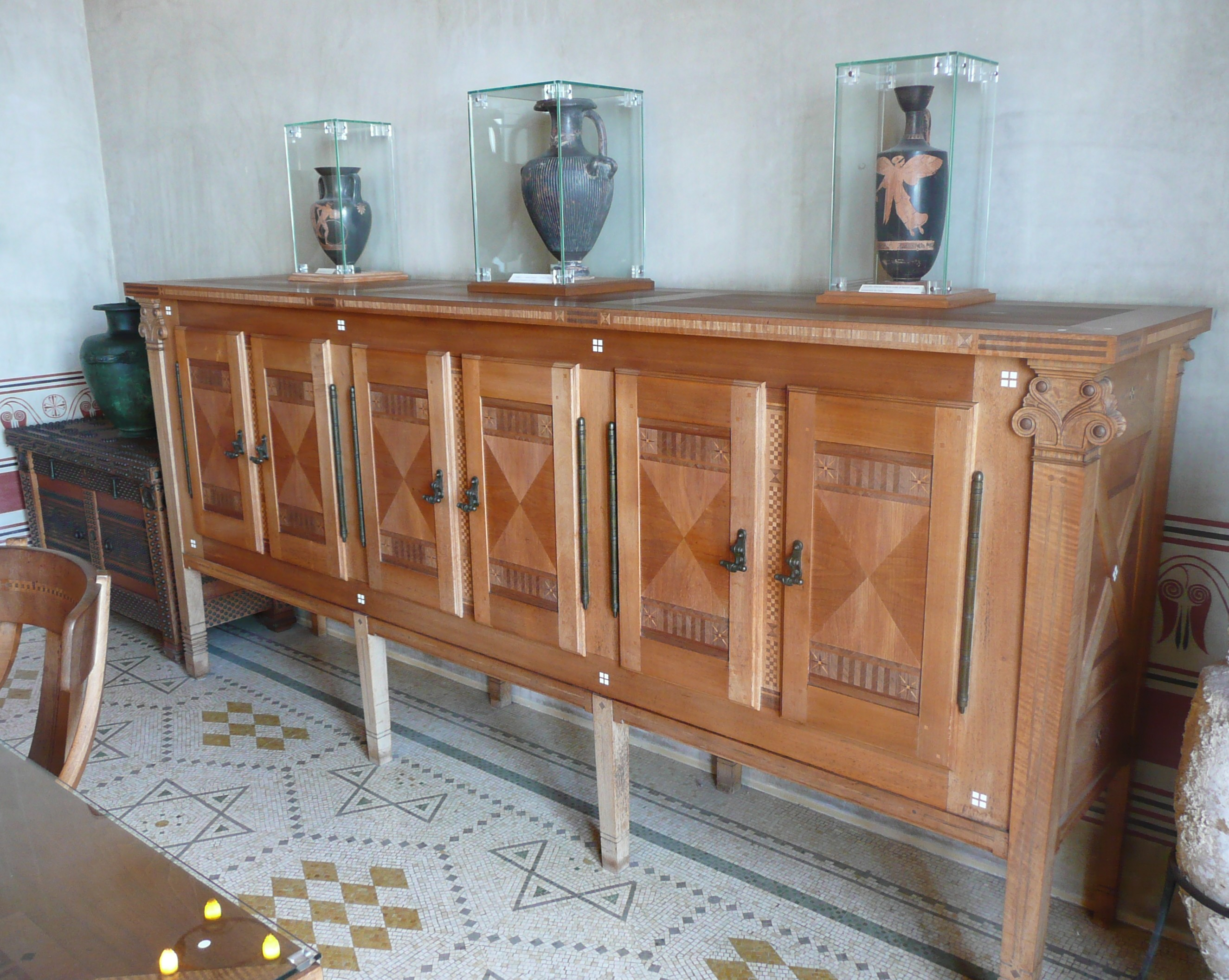
Bahut en chêne à incrustations, d'après des modèles trouvés à Herculanum en 1762.
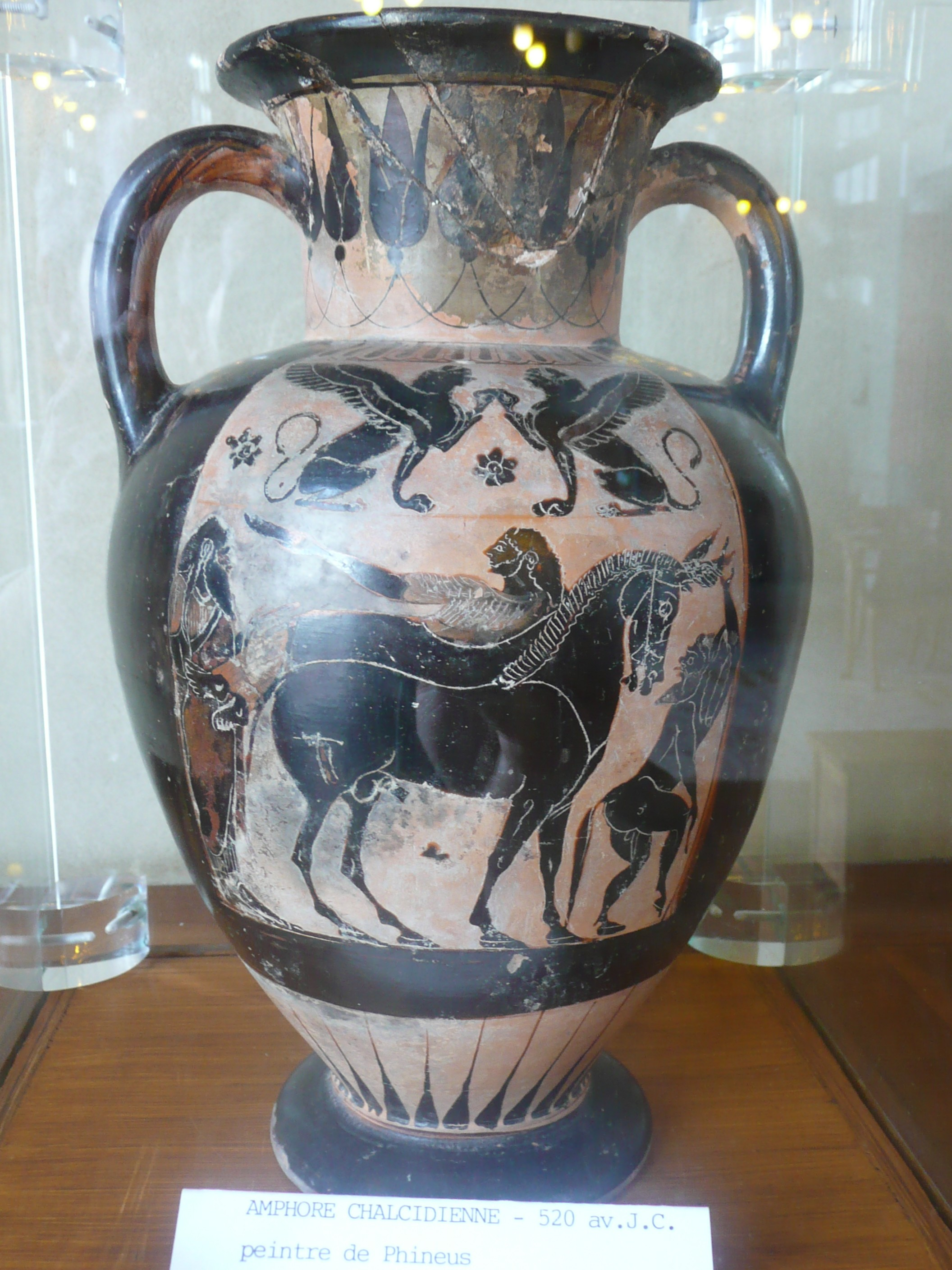
Amphore chalcidienne à figures noires, 520 av. J.-C.
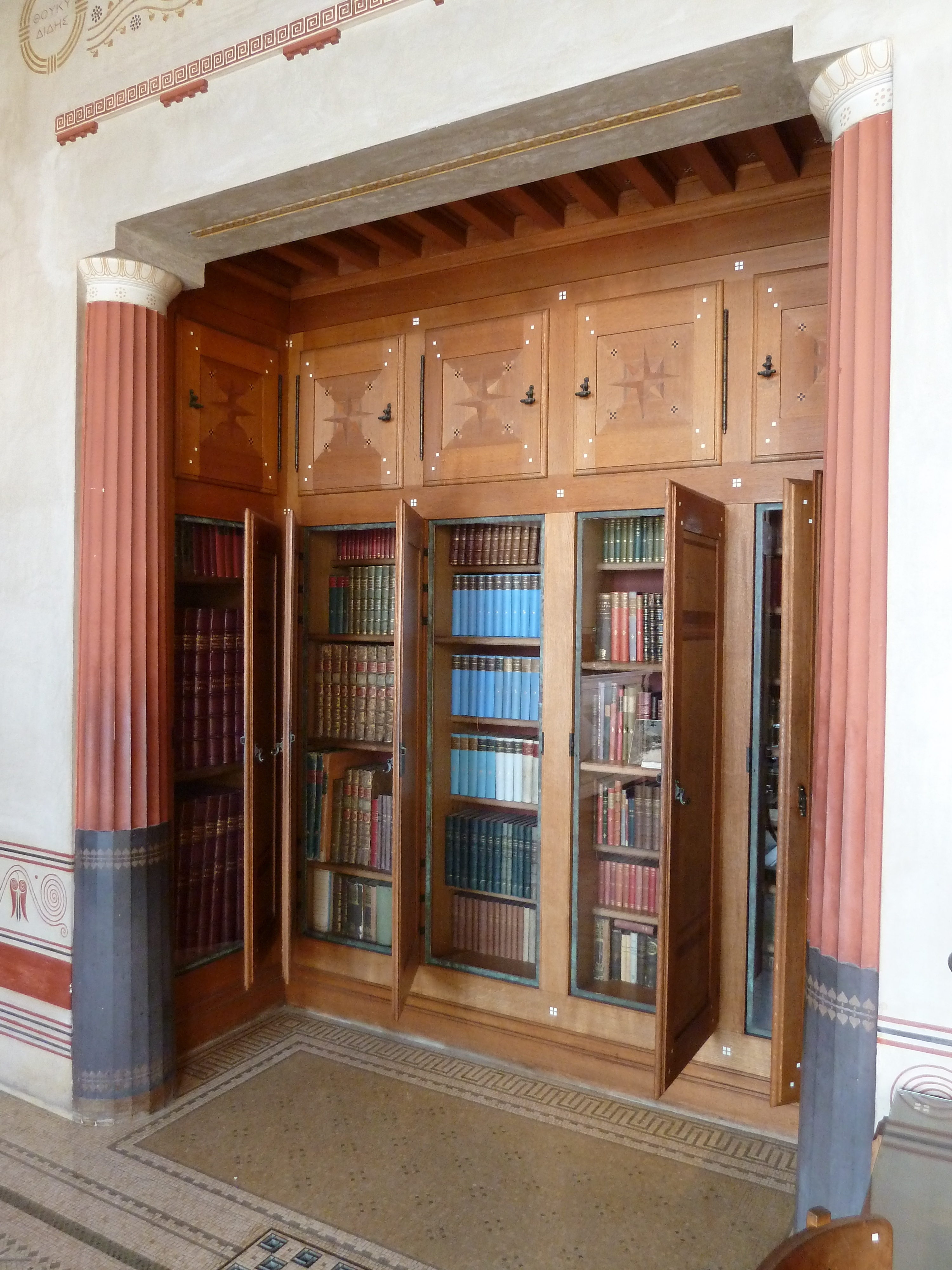
Meuble de bibliothèque.

#### Triklinos

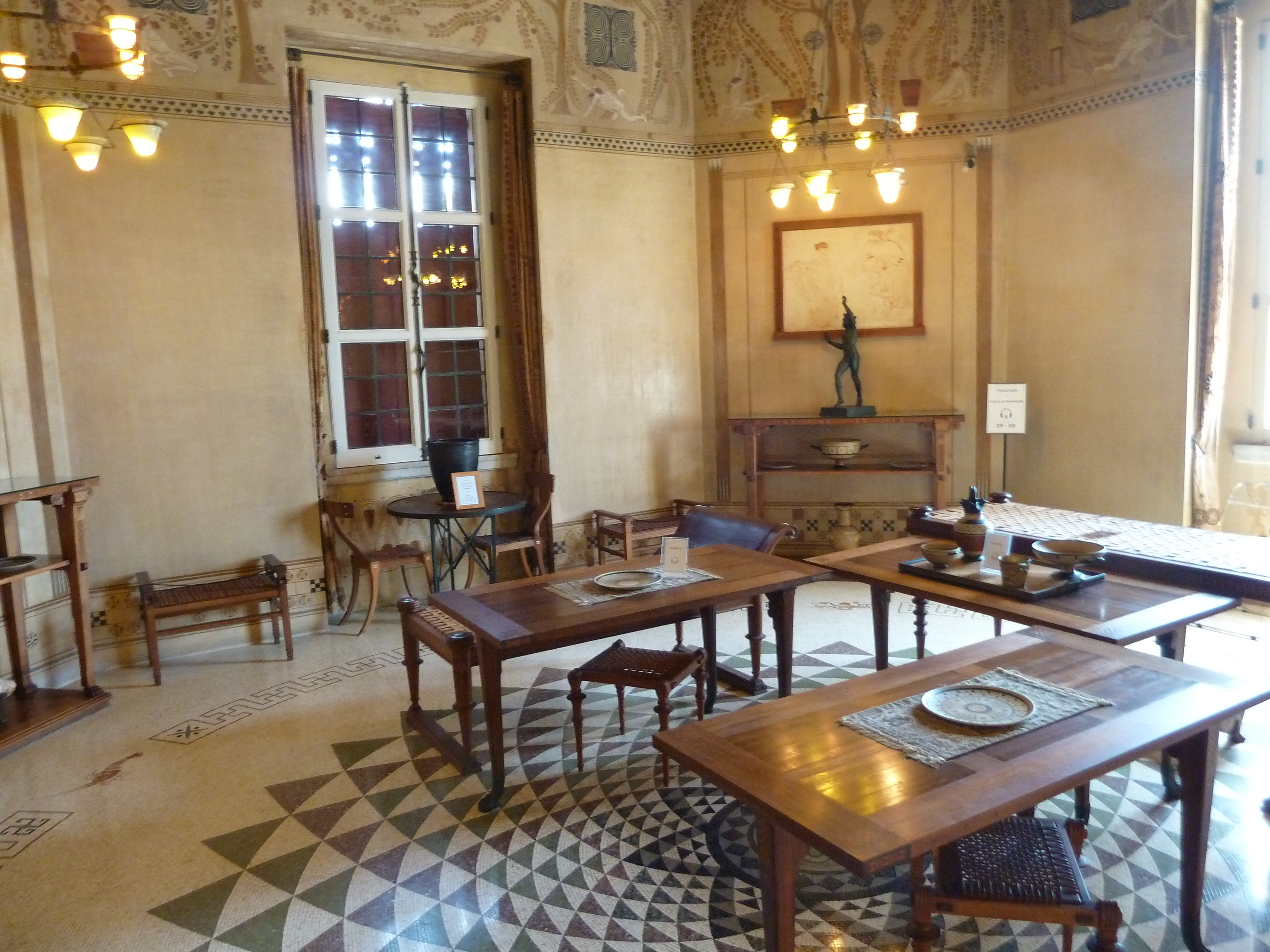
Triklinos.

La salle à manger est de forme octogonale, avec un plafond en bois, décoré à la feuille d'or sur fond bleu. Le sol en mosaïque forme en son centre une rosace polychrome. Un frise, en haut des murs représente des silènes cueillant des fruits. Les invités de Reinach mangeaient à l'ancienne sur des tables placées contre des lits tendus de cuir et recouverts de coussins. La vaisselle utilisée ici fut réalisée avec les mêmes terres grecques et les mêmes oxydes afin d'obtenir les mêmes couleurs que les poteries antiques. Un salon contigu à cette pièce était réservé pour le repas des femmes et des enfants. Sur deux guéridons reposent respectivement les statues en bronze de Narcisse et Apollon. Quatre tableaux mobiles, peints à l'encaustique, en sanguine, sur la poussière de marbre, complètent la décoration de cette pièce.

#### Andrôn

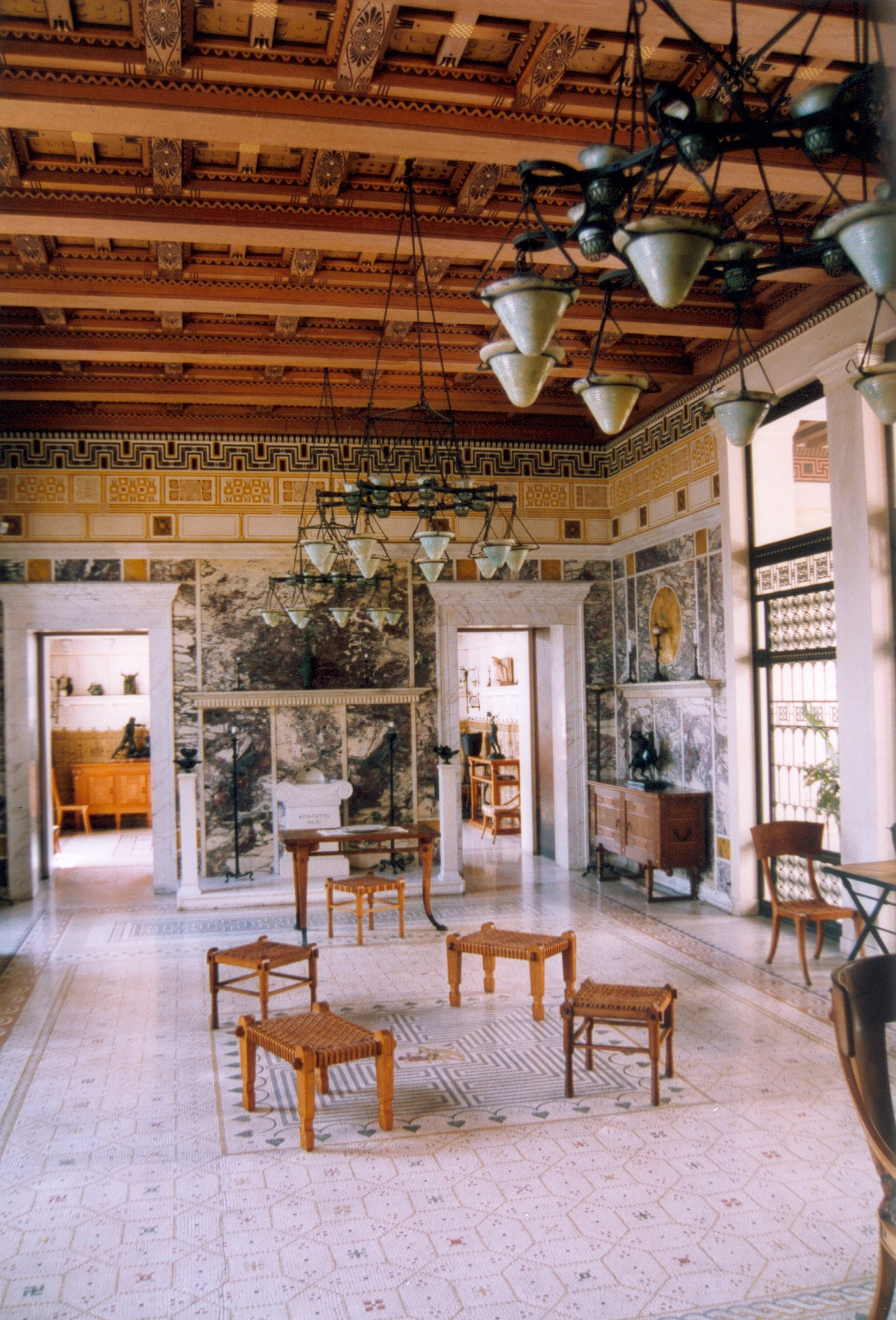
L'Andron.

L'Andrôn est une pièce réservé aux hommes. Les murs sont revêtus de marbre mauve de Serravezza avec en incrustation, des médaillons de marbre jaune, provenant de Sienne. Le plafond, comme dans les autres pièces, est à caisson de bois de teck, richement décoré. Le sol est orné d'une mosaïque avec au centre la représentation du labyrinthe où Thésée lutte contre le Minotaure. Le maître de maison prenait place sur un trône gréco-égyptien pour présider et diriger la conversation. Les chaises et tabourets, ainsi que les lits de repos sont tendus de cuir. Sur une table carrée est posé un grand rafraîchissoir en argent, reproduction d'un vase de même métal provenant d'un trésor romain. Au fond de cette pièce, en direction de l'oïkos, est placé un autel « au dieu inconnu » en marbre de Carrare. Sur une tablette est exposée la tête d'un enfant en marbre, datée du Ier siècle.

#### Oïkos

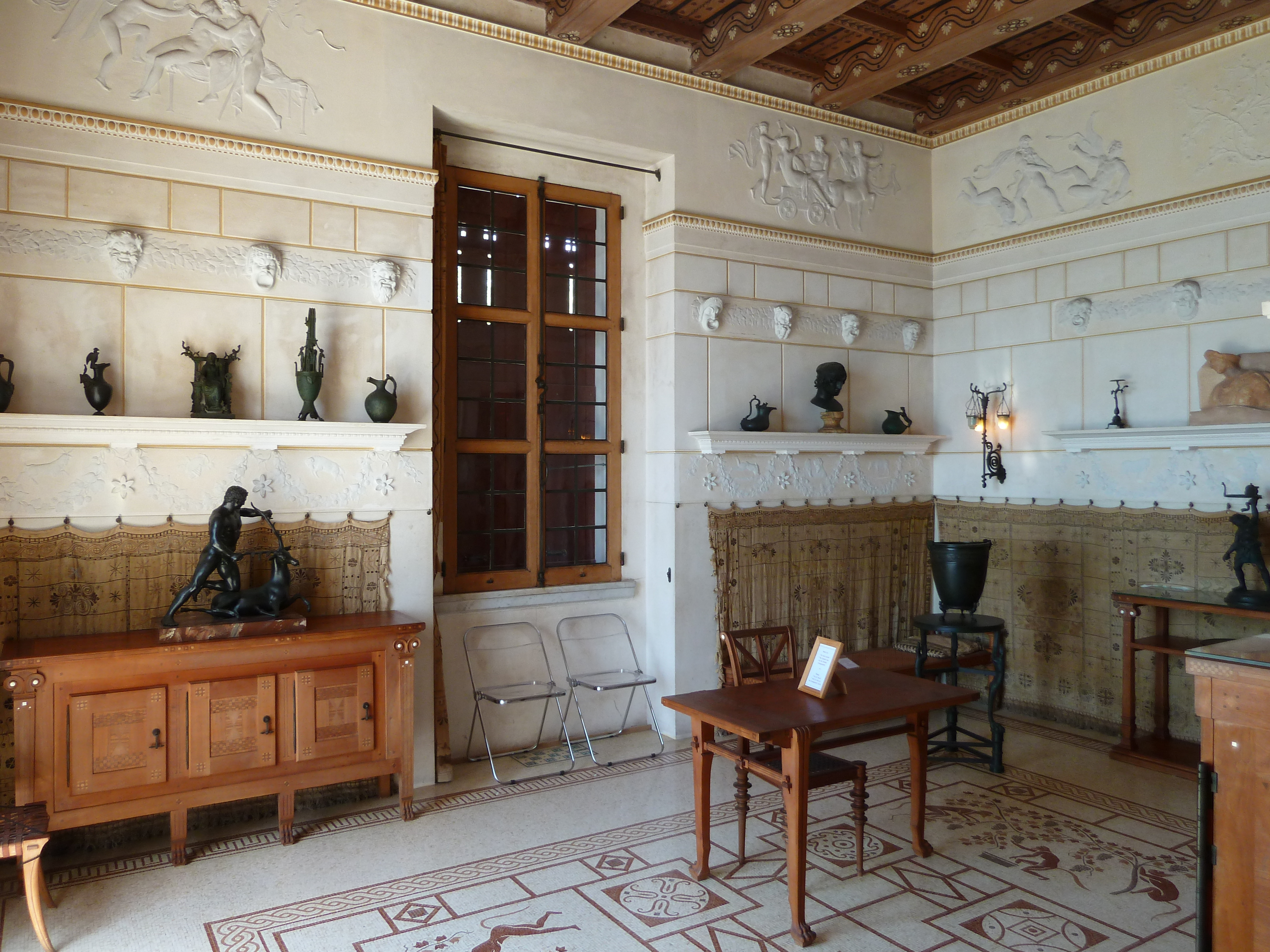
L'Oïkos.

Ce petit salon est dédié à Dionysos, dont le nom est inscrit au-dessus de la porte-fenêtre par laquelle on découvre une vue sur la mer. Le sol est orné d'une mosaïque montrant des vendanges, avec silènes, faunes, satyres. En haut des murs court une frise en stuc représentant la vie de Dionysos. Les reproductions des masques du théâtre de Pergame furent réalisés par Paul Gasq.
Le mobilier en bois de citronnier, chevillé d'ivoire ou de buis, se compose de tables, chaises, lits de repos et coffres. On y trouve un piano « Pleyelos » (sic), dissimulé dans un meuble à abattant, dont joue le maître de maison. En 1893, il avait déchiffré les signes représentant des notes de musique de l'hymne à Apollon et fit mettre en harmonie ce morceau par Gabriel Fauré. On peut voir dans cette pièce une aiguière étrusque du VIIe siècle avant notre ère, et un fragment d'une stèle funéraire du Ier siècle.

### Premier étage

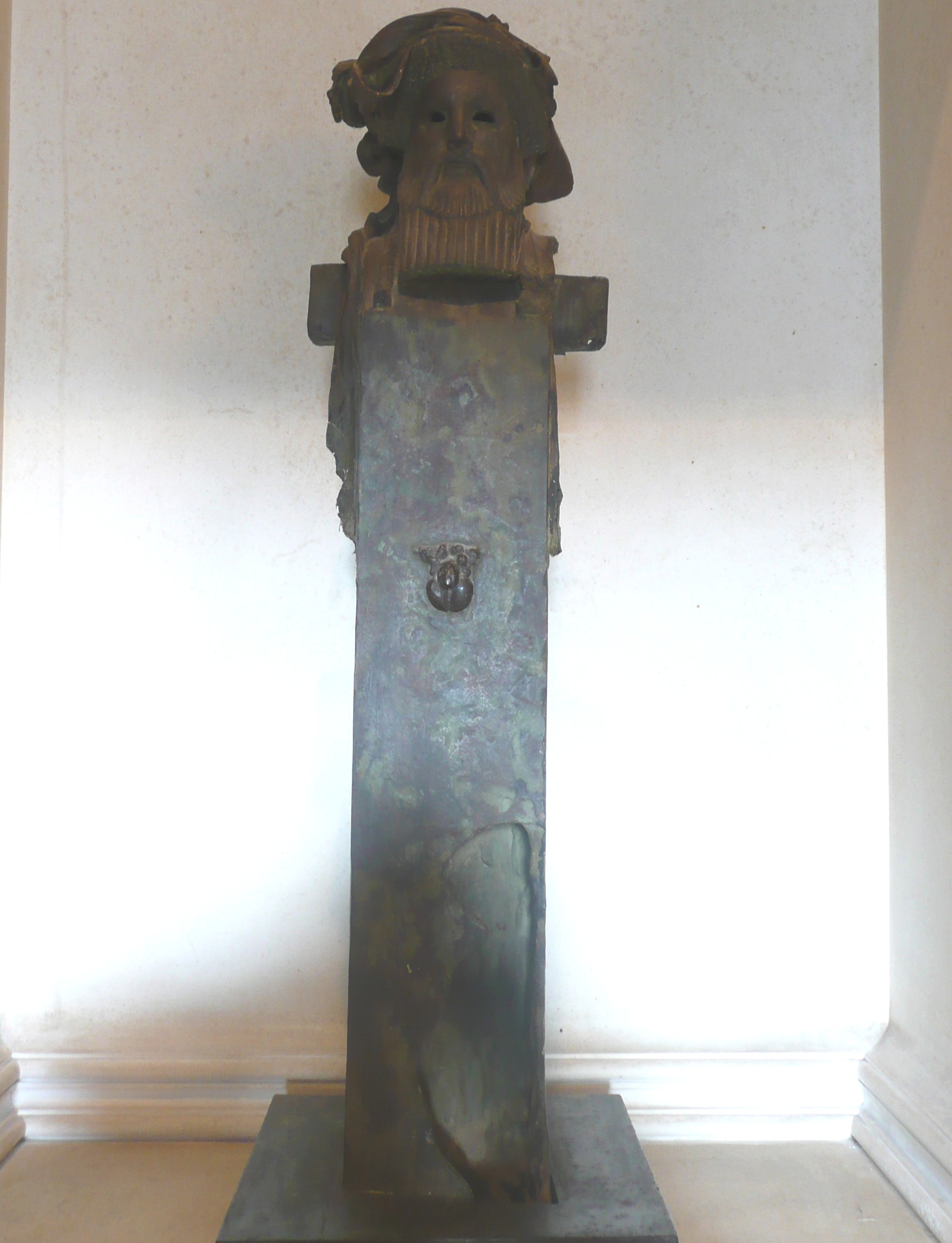
Stèle Hermès–Dionysos d'après Boéthos.

L'escalier permettant l'accès au premier et second étage est en marbre blanc. Dans une niche du vestibule se trouve une copie du buste de l'Hermès Dionysos. Un lustre circulaire en terre cuite permet l'éclairage de cet accès aux chambres. Une vasque sur pied en marbre blanc trône devant la fenêtre, garnie d'une plante d'ornement.

#### Ornithès (Les Oiseaux)

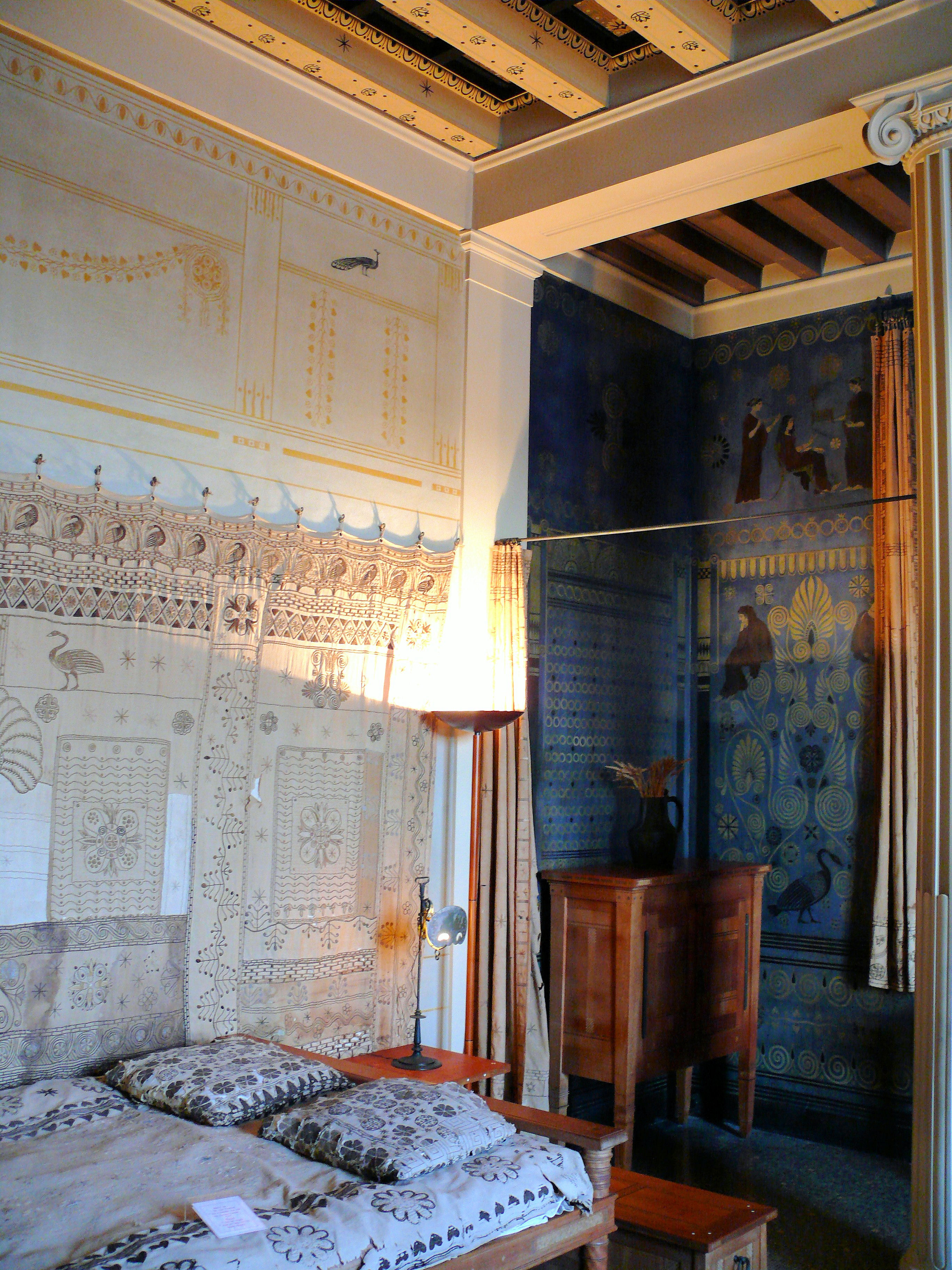
Chambre de Madame Reinach.

La chambre est dédiée à Héra, déesse de la féminité et de la fécondité. Cette pièce est décorée de peintures murales et de tentures brodées, ornées de paons, et de cygnes. Cette chambre était celle de l'épouse de Théodore Reinach. Elle possède une porte fenêtre permettant de découvrir un paysage semblable à celui des Cyclades. Le grand lit était à l'origine conçu avec des peaux d'animaux tendues sur des montants de bois, sur lequel était disposé des coussins. Il est entouré par des tentures. Dans un angle de la pièce se trouve une chaise longue, tendue de lanières de cuir. Plusieurs coffres en bois fruitier de couleur claire garnissent la pièce et permettant le rangement du linge. Un lustre en albâtre éclaire la pièce. Cette chambre possède un cabinet de toilette contigu, avec douche assez profonde pour recevoir une eau en pluie, avec des jets horizontaux pour l'eau chaude et de l'eau froide. Des réservoirs posés sur le toit alimentent également la salle de bain voisine dont la baignoire est en marbre de Carrare. Les lavabos, la robinetterie et les porte-éponges sont en argent. Au mur, une décoration en stuc représente des scènes de la toilette féminine.

#### Triptolème
Cette pièce réunit les appartements du maître de maison à ceux de son épouse. Elle possède un plafond à caissons décoré de colombes et de couronnes de lierre doré. La table à plateau possède des ornements en argent, répondant à ceux de la distribution des premiers grains de blé du monde par Triptolème, représenté sur la mosaïque du sol. Dans une autre salle de bain, la baignoire est garnie de robinets à cols de cygnes et des têtes de dauphins ornent les murs. Un grand miroir est dissimulé dans l'épaisseur de la porte.

#### Érotès

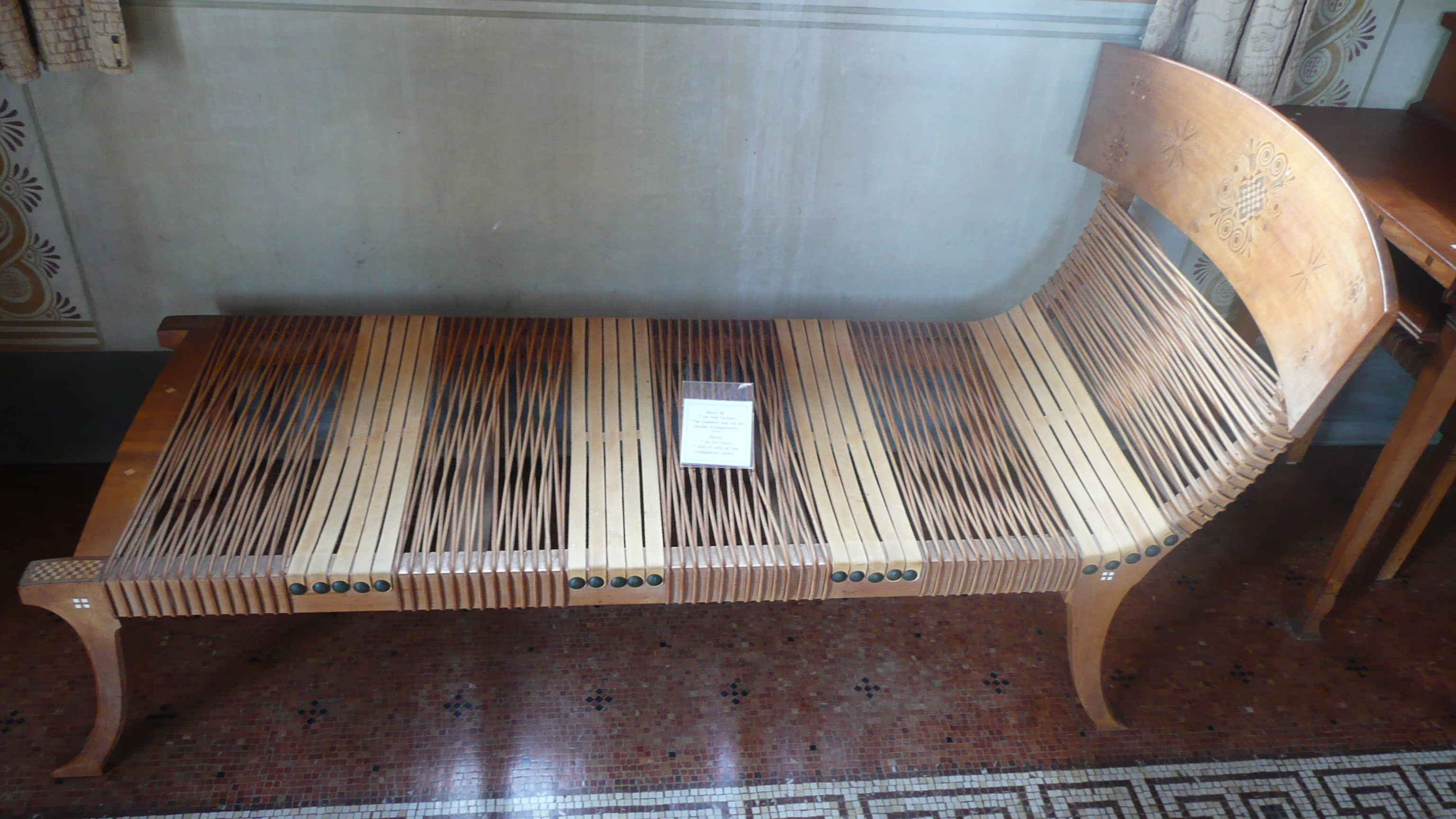
Érotès : copie d'un lit antique.

La chambre du maître de maison est exposée au midi, au couchant et au nord.
L'emplacement du lit est délimité par deux colonnes en bois. Le lit est la copie d'un original du Musée archéologique national de Naples.

### Deuxième étage
Le deuxième étage est aménagé en logement de fonction.

### Sous-sols
Les cuisines ont été transformées en salles d'exposition de l'artisanat grec et la cave en salle de conférence par Gabriel Ollivier, conservateur de 1967 à 1981.

## Les fresques du péristyle
Réalisées selon une méthode antique, sur mortier frais enduit de poudre de marbre, à l'encaustique, les fresques sont l'œuvre de Gustave Louis Jaulmes et Adrien Karbowsky, tous deux élèves de Puvis de Chavannes. Les scènes ont été choisies par Théodore Reinach et inspirées de décors de vases antiques conservés dans les musées de Berlin, de Munich et du Vatican.
Les deux plus grandes fresques représentent :

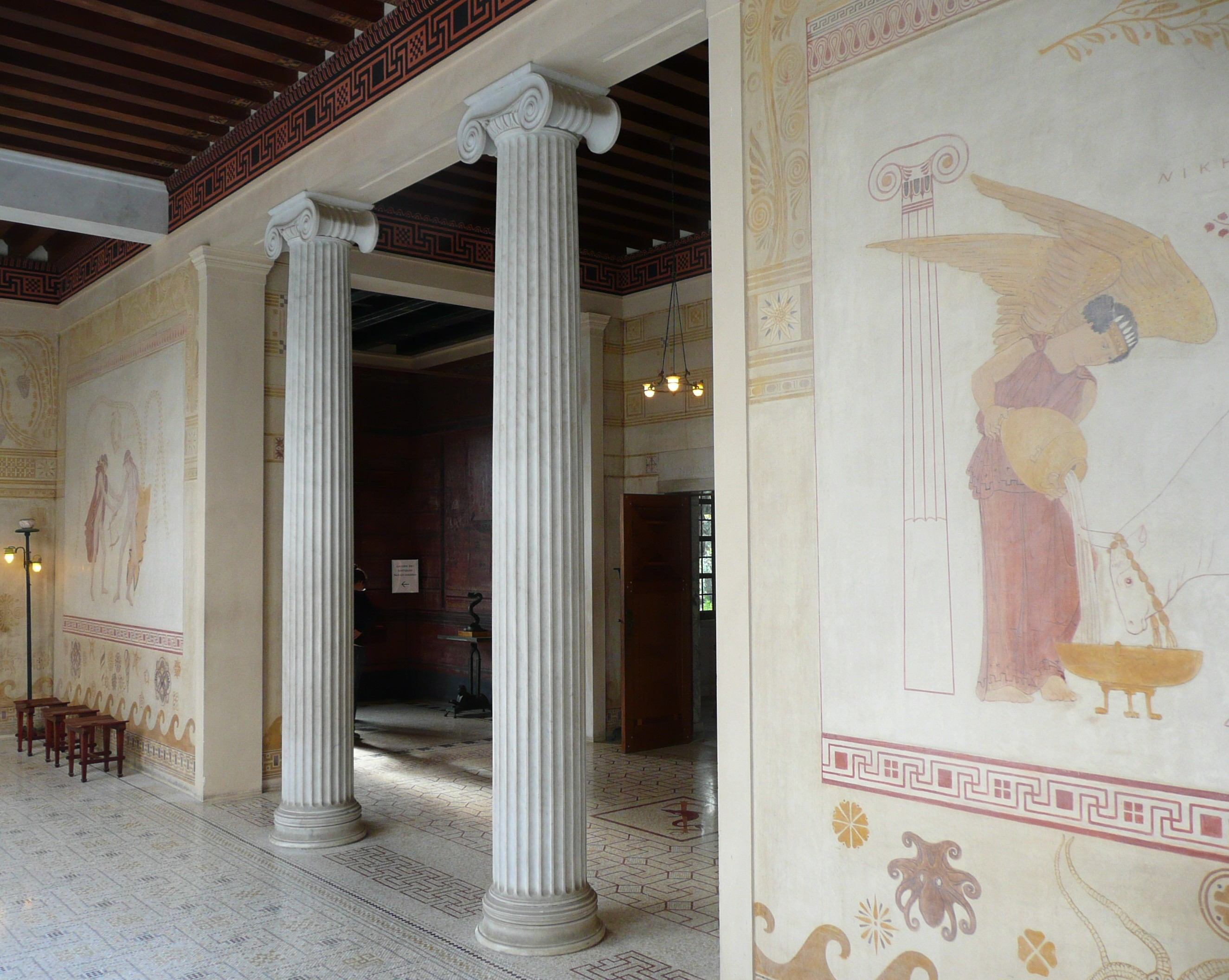
Fresques du péristyle.

- l'un des derniers épisodes de la quête de la Toison d'or par les Argonautes : la mort de Talos, géant de bronze, gardien de la Crète, tué par Jason et ses compagnons grâce à l'aide de Médée ; sur la moitié gauche on peut identifier à droite Médée dont le père Éétès, roi de Colchide, est le personnage le plus à gauche sur le navire, celui armé, descendant à terre, étant probablement Jason ;
- le mariage de Pélops et Hippodamie fille d'Œnomaos, roi de Pise en Élide, après sa victoire sur son beau-père Œnomaos, à l'issue de la course de chars imposée aux prétendants à la main de sa fille ; Pélops donna son nom au Péloponnèse et, en 776 avant Jésus-Christ, aurait créé les Jeux olympiques.

Quatre fresques de taille plus réduite illustrent d'autres pans de la mythologie grecque. De part et d'autre de l'accès au Proauleion, vu du fond du péristyle, on peut voir :
- à gauche, un épisode de la vie d'Apollon : la dispute de la lyre avec Hermès remportée par Apollon qui devint de ce fait le dieu des poètes ;
- à droite, les préparatifs du sacrifice du taureau à l'occasion d'une fête dédiée à Dionysos au cours de laquelle le vainqueur d'un concours de poésie recevait le trépied visible derrière l'animal ; à gauche se trouve la déesse ailée de la Victoire, Niké ;
- en face :
  - un autre épisode de la vie d'Apollon, son retour au sanctuaire de Delphes après son voyage au pays des Hyperboréens, peuple mythique ne connaissant ni la maladie, ni la vieillesse et où Apollon retourne tous les 19 ans (période de révolution complète des astres) ;
  - le retour d'Héphaïstos dans l'Olympe commandé par Zeus à Dionysos qui, pour ce faire, enivra le dieu forgeron et le ramena sur son âne, le cortège étant précédé d'un satyre.

## Statuaire

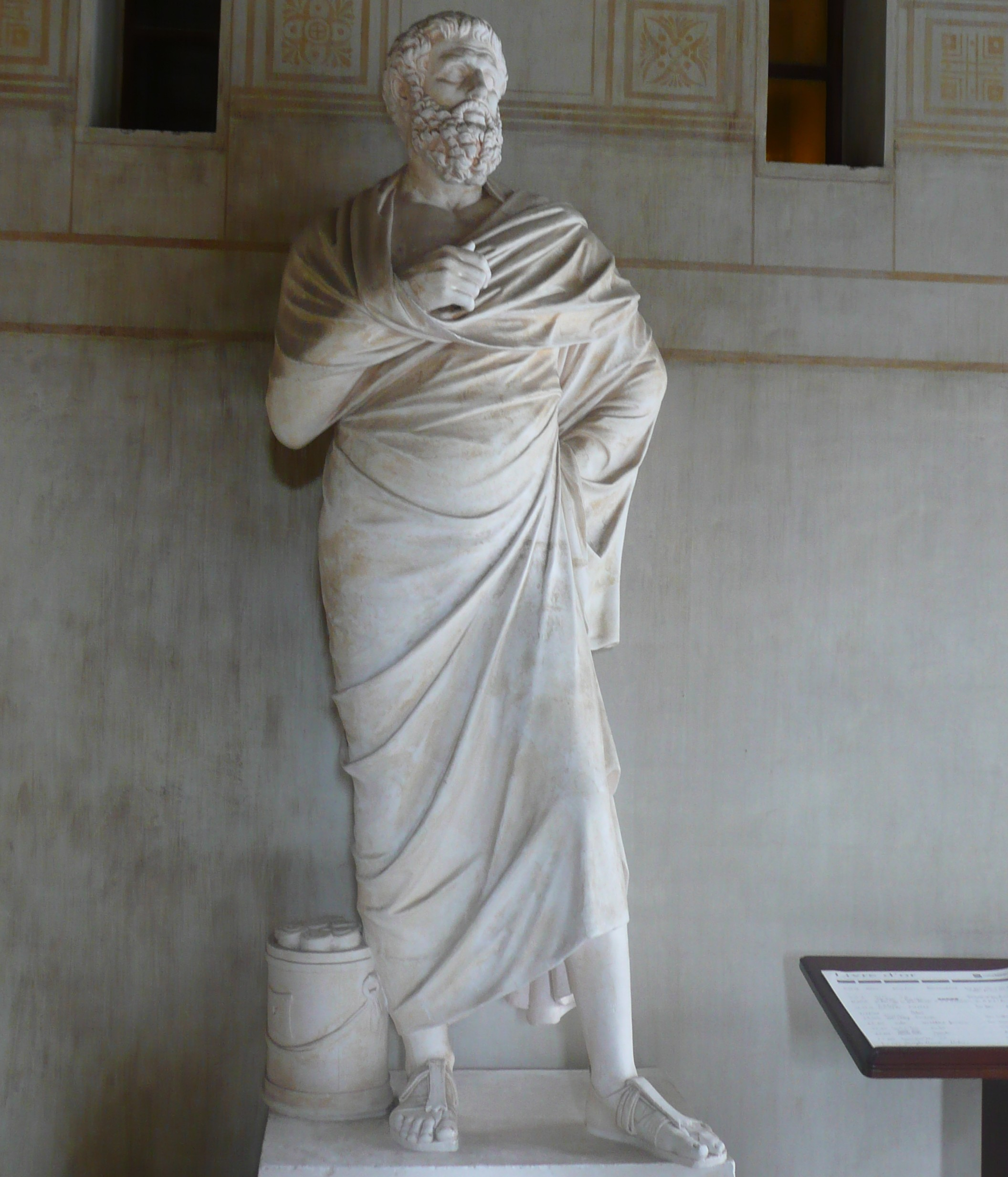
Moulage de la statue de Sophocle du palais du Latran à Rome.

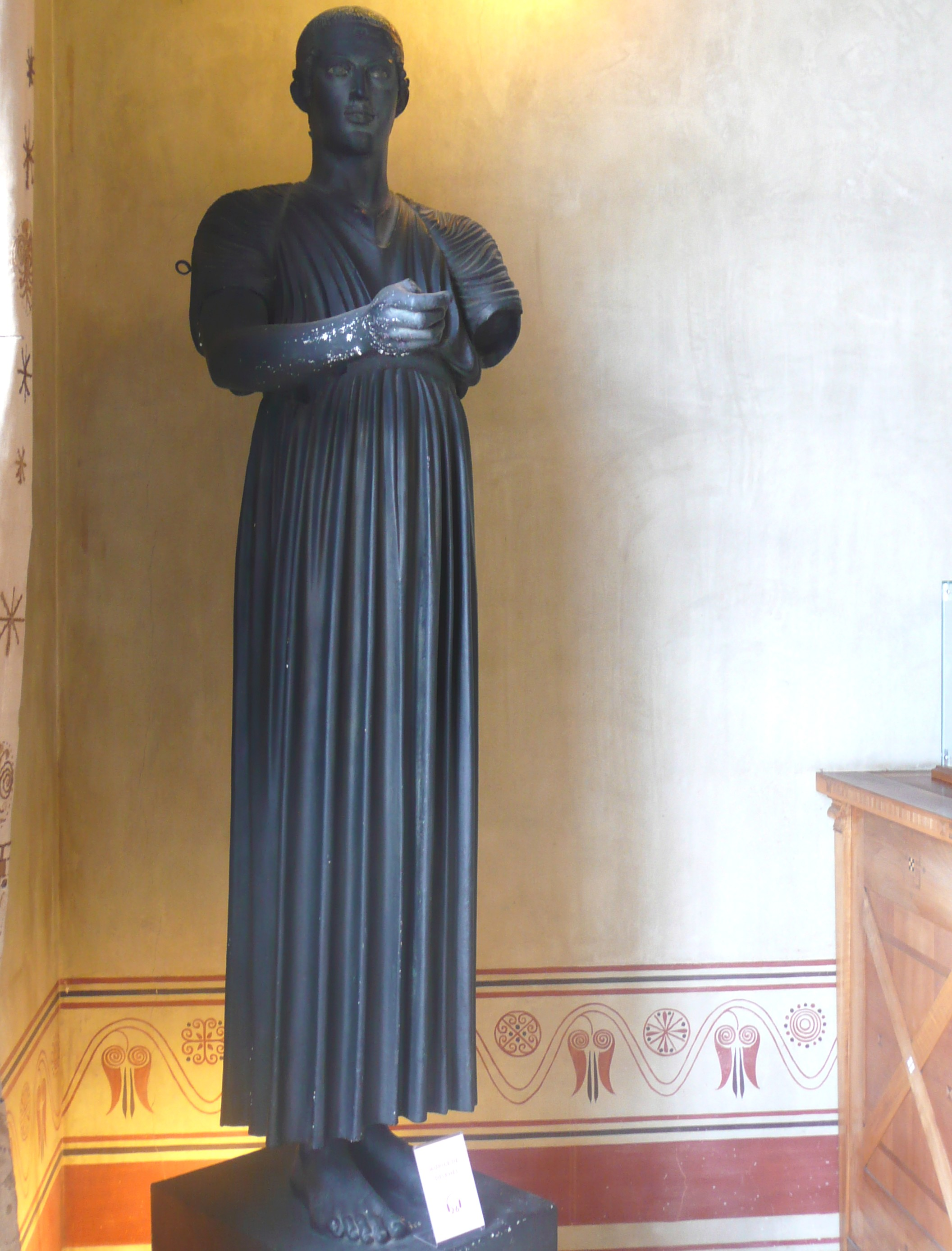
LAurige de Delphes, moulage en plâtre peint.

Les statues antiques sont nombreuses, la plupart étant des moulages grandeur nature : 
- dans le Proauléion : le Sophocle du Latran[15] ;
- dans la Bibliothèque : moulage d'après l’Aurige de Delphes ;
- dans l’Amphithyros : l’Athéna Lemnia, d'après un marbre de l'Albertinum de Dresde ;
- dans le Petit Salon : Dionysos, statue en bronze ;
- dans l’Andron : Alexandre le Grand chevauchant Bucéphale, groupe en bronze ;
- dans l’Oïkos : Hercule capturant la biche de Cérynie, groupe en bronze d'après Lysippe ;
- dans le vestibule du premier étage : l’Hermès–Dionysos d'après Boéthos.

Depuis 1999, à l'initiative de Régis Vian des Rives avec le concours du département des Antiquités grecques étrusques et romaines du musée du Louvre, trois galeries formant la galerie des Antiques présentent également des copies de statues grecques grandeur nature :
- galerie du drapé féminin : la Vénus genitrix, Athéna à la ciste et Diane de Gabies ;
- galerie des Aphrodites : la Vénus d'Arles[16] et la Vénus de Milo ;
- galerie des Dieux et Athlètes : l’Apollon du Belvédère, le Discobole, le Discophore (en) et l’Arès Borghèse.

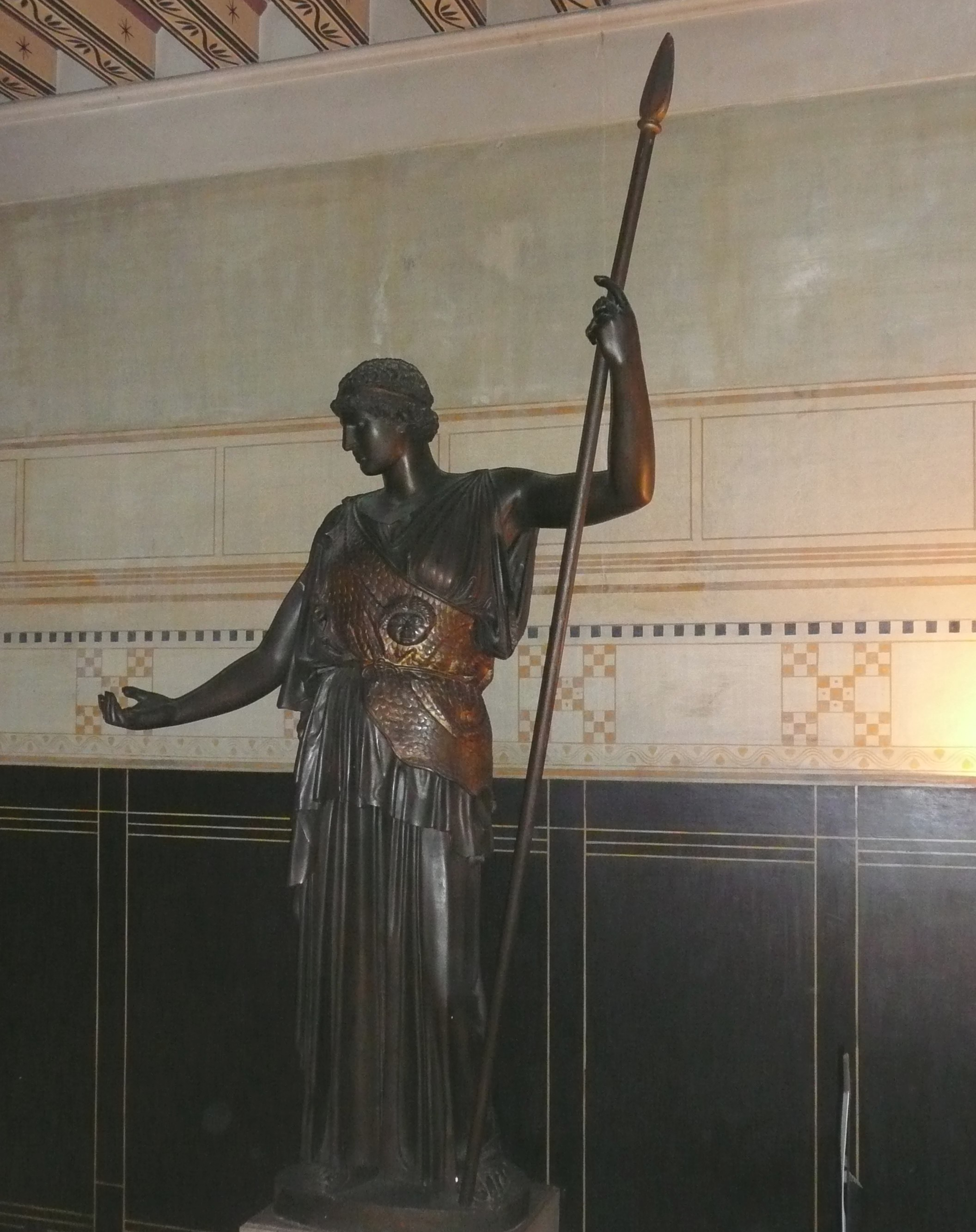
Athéna Lemnia, d'après un marbre déposé à la Skulpturensammlung de Dresde.
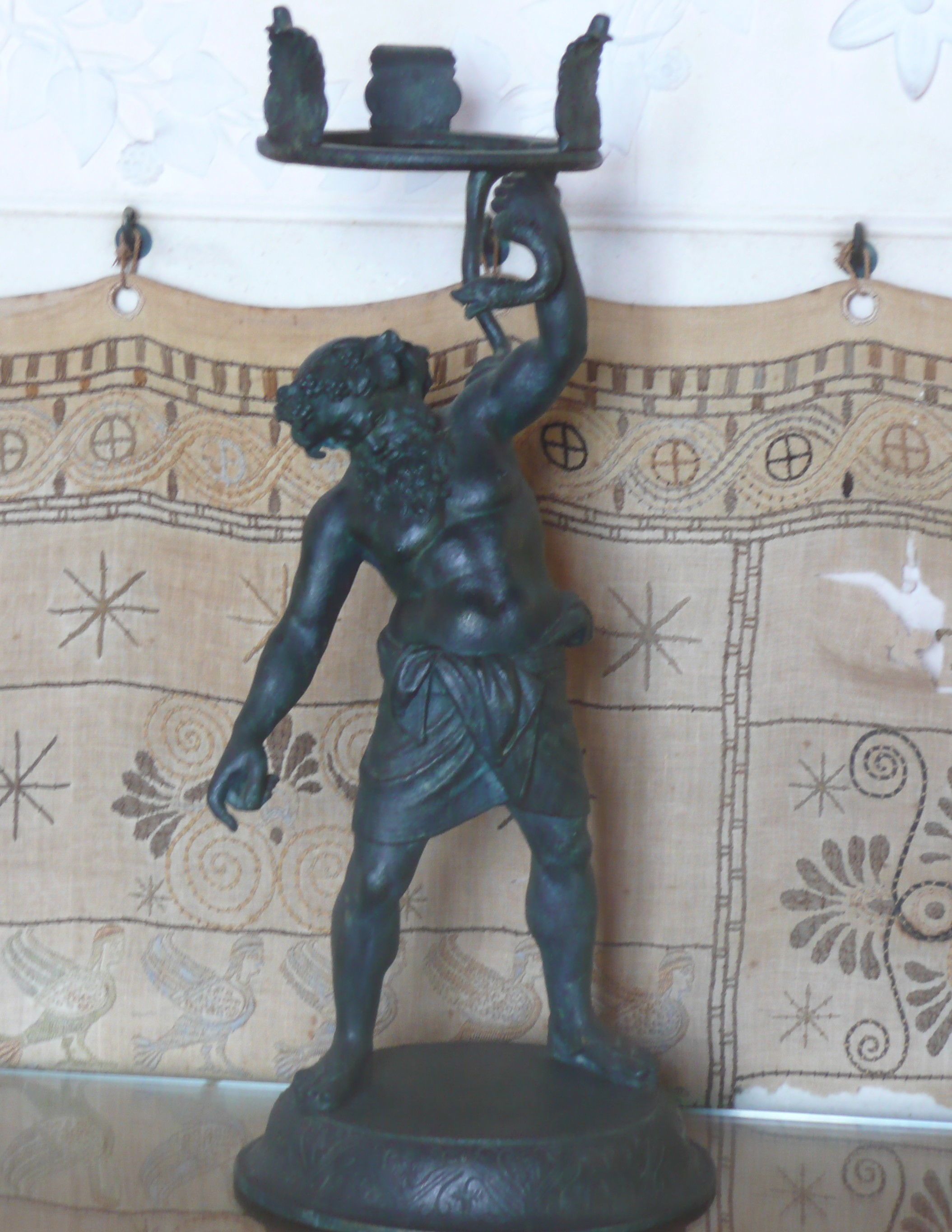
Dionysos.
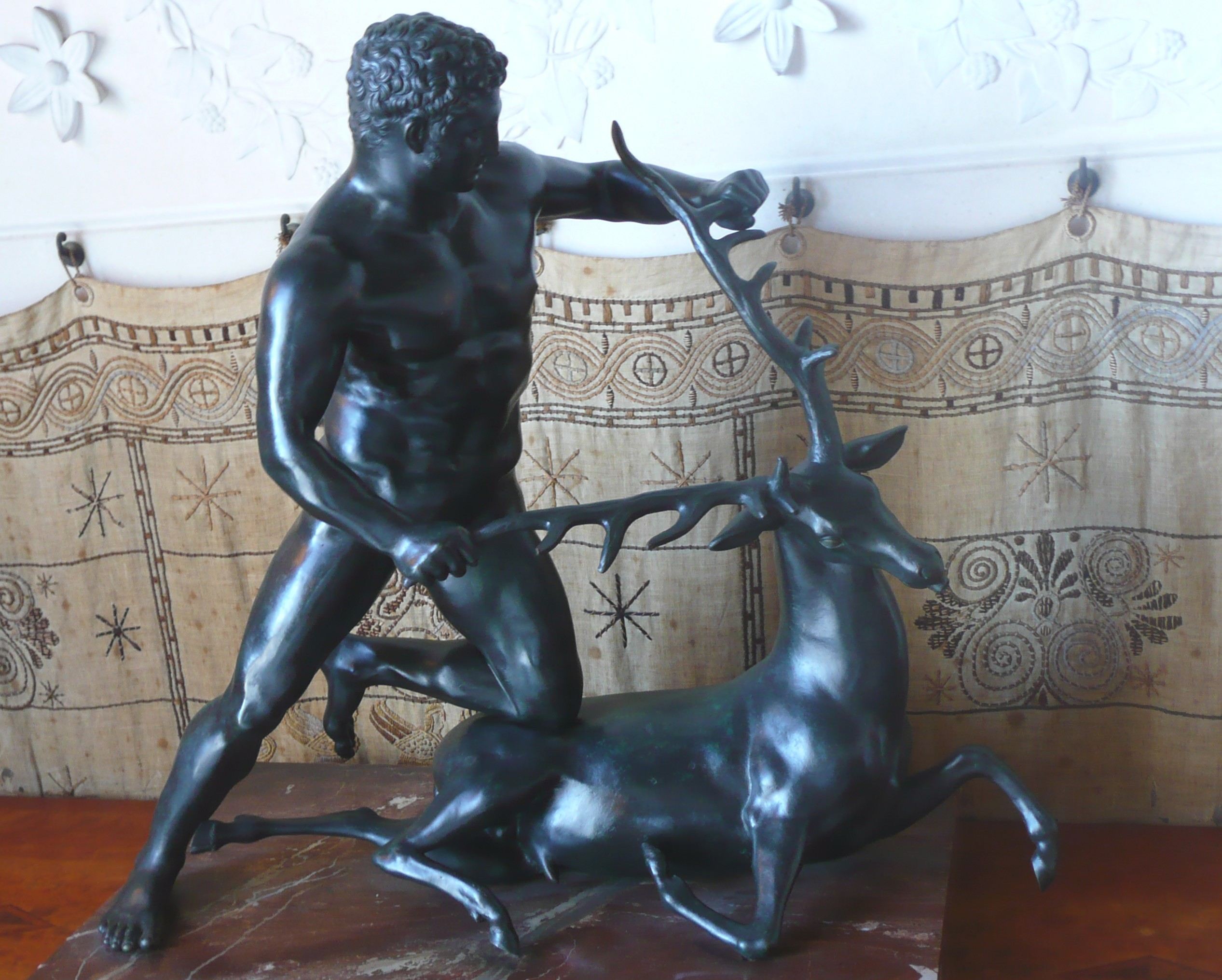
Hercule capturant la biche de Cérynie, d'après Lysippe.
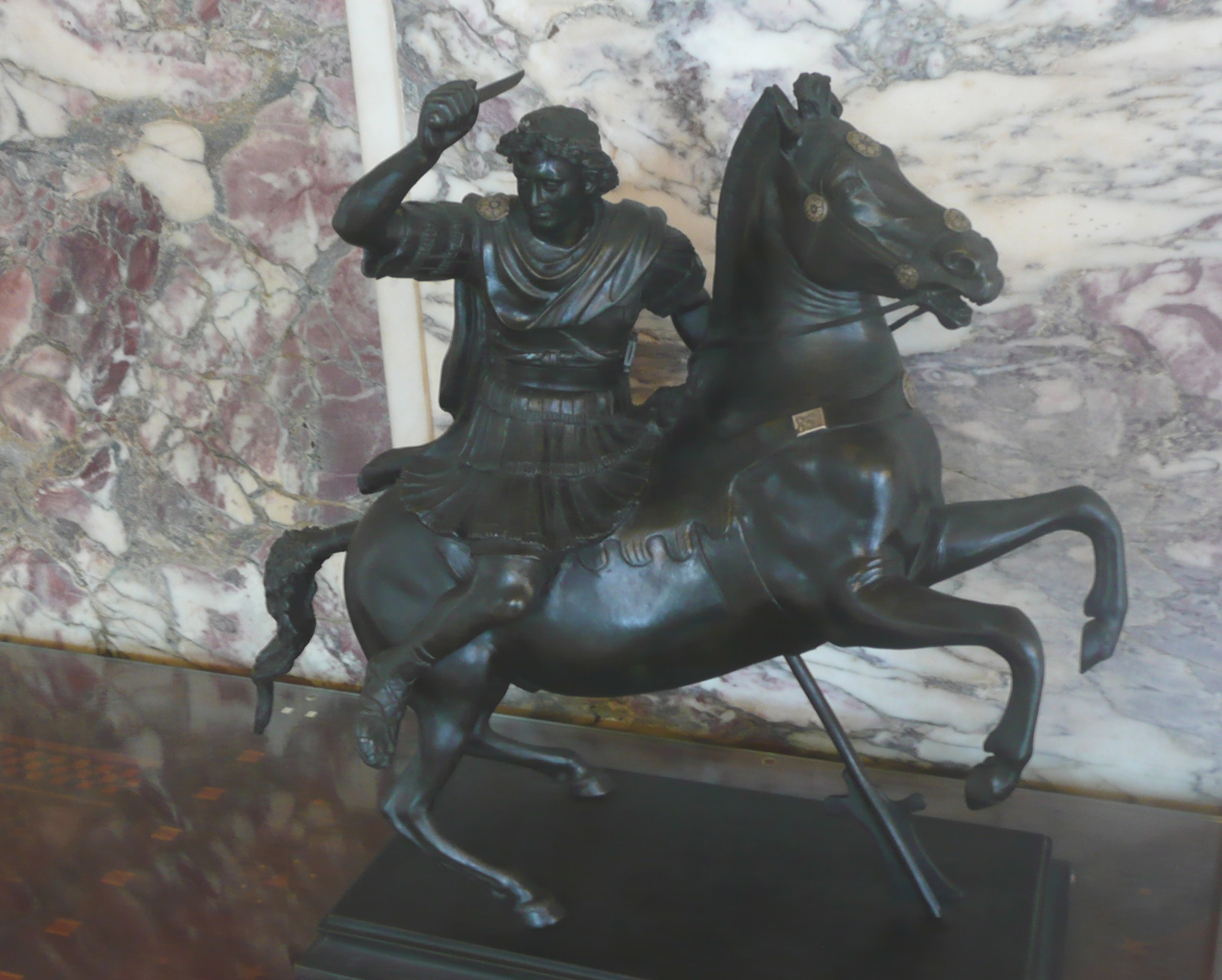
Alexandre le Grand chevauchant Bucéphale.

## Atelier de céramique
L'atelier de céramique permet de comprendre les gestes des artisans de l'Antiquité.